# Coltello da cucina
Il coltello da cucina è un coltello che viene utilizzato per la preparazione di cibi. Anche se la maggior parte di questo lavoro può essere svolta con una quantità esigua di questi attrezzi, molti chef preferiscono circondarsi di una notevole quantità di coltelli, specializzati per le più svariate operazioni. I vari coltelli da cucina possono essere realizzati con materiali diversi, per adattarsi al meglio al proprio scopo.

## Materiali
- Acciaio è una lega di ferro e carbonio, spesso legata anche con vanadio e manganese. Solitamente la quantità di carbonio è dell'1.0%, in quanto rende il prodotto poco costoso ma con ottime rese. Questo tipo di metallo, inoltre, è molto più semplice da riaffilare rispetto agli acciai denominati Inox, ma è molto più vulnerabile al problema della ruggine. Questi coltelli vanno puliti, asciugati e lubrificati accuratamente dopo ogni uso. I primi utilizzi di un coltello in Acciaio al Carbonio imprimono al cibo (specialmente se di consistenza acida) un sapore ferroso/metallico, comunque nel tempo, il coltello acquisirà una patina ossidativa che, a lungo andare, previene dalla corrosione.
- Acciaio inox o inossidabili sono leghe di ferro caratterizzate, oltre che dalle proprietà meccaniche tipiche degli acciai al carbonio, da una notevole resistenza alla corrosione, specie in aria umida o in acqua dolce grazie alla presenza di cromo (10-15%), nichel e molibdeno e da un tenore di carbonio generalmente inferiore al 1,2%. I tipici coltelli in acciaio inossidabile sono quelli usati come posate (AISI 420 con un'alta concentrazione di cromo).
- Acciaio inox ad alte concentrazioni di carbonio è una combinazione dei due acciai sopra riportati. Le lame caratterizzate da questo tipo di metallo non si scolorano e tendono a mantenere una lama affilata per un discreto periodo di tempo. I coltelli di questa tipologia sono realizzati con leghe di maggiore qualità rispetto ai classici ad acciaio inox a scapito del prezzo che, naturalmente, è superiore. Spesso questa lega viene addizionata con notevoli quantità di molibdeno, vanadio, cobalto che ne migliorino la durezza, la resistenza e la capacità di taglio.
- Titanio più leggero e flessibile degli altri, ma meno resistente rispetto agli acciai. Il titanio non rilascia sapore metallico sul cibo, ma è molto costoso e sconveniente da usare per la produzione di posate.
- ceramica è un materiale robusto ma leggero per farne dei coltelli. Mantiene la sua lama affilata per molto tempo e non conferisce sapore al cibo. Inoltre, non essendo metallica, la lama non si corrode. La ceramica però è facilmente scheggiabile, quindi coltelli di questo genere sono considerati estremamente fragili se utilizzati in modo improprio. L'affilatura delle lame di ceramica deve essere eseguita con particolari utensili.
- Plastica è il materiale dei coltelli esclusivamente da verdure, in quanto non abbastanza affilati per il taglio della carne. Tuttavia alcuni coltelli di plastica autoaffilanti possono essere molto taglienti, tanto che vengono venduti con rivestimenti di protezione.

## Fabbricazione
Le lame d'acciaio possono essere modellate mediante forgiatura o stampaggio a caldo.
- Forgiatura i coltelli vengono prodotti mediante un intricato processo a più fasi, spesso caratterizzato da lavorazione manuale. Una discreta quantità di acciaio polverizzato o solido viene riscaldata ad alte temperature e poi colpita ripetutamente, finché è rovente, con un maglio per dargli la forma. La lama viene poi riscaldata ulteriormente a temperature estreme (che variano a seconda della lega utilizzata) e immediatamente raffreddata in appropriate macchine per fornirgli una tempra adeguata alla resistenza che deve garantire. Dopo la forgiatura e la tempra, la lama viene lucidata e affilata. I coltelli con lama forgiata sono tipicamente più spessi e pesanti rispetto a quelli con lama a stampo.
- Stampaggio a caldo i coltelli vengono tagliati direttamente da grandi pezzi di acciaio incrudito, poi tali ritagli vengono trattati col calore per migliorarne la resistenza, poi smerigliati, lucidati e affilati. Questi coltelli non sono apprezzati da molti chef professionisti, anche se molte aziende di coltelli da cucina (come GLOBAL[1], Chroma e Shun) producono i loro coltelli di punta mediante lo stampaggio delle lame.

## Geometria

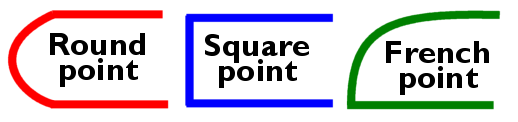
Punta arrotondata, punta squadrata e punta alla francese

I coltelli da cucina tipicamente tendono ad avere una forma curva che si assottiglia in punta, o possono essere dritti nella intera lunghezza. La lama può essere liscia (anche detta "pulita") o seghettata. Inoltre, molti coltelli si differenziano dalla forma della punta, che può essere triangolare, oppure in stile francese (detto anche "a zampa di pecora") o con punta arrotondata per coltelli a lungo taglio.
- I coltelli con lama seghettata hanno un profilo ondulato, come le seghe. Le dentellature rendono più semplice il taglio di alimenti duri all'esterno, ma morbidi all'interno (pane, pomodori, ecc.). Questi coltelli, naturalmente, tagliano molto meglio di quelli a lama pulita e, a differenza di questi, richiedono un'affilatura meno frequente (alcuni modelli non richiedono proprio affilatura). Comunque il profilo dentellato richiede un'attrezzatura professionale, quindi tale operazione non può essere svolta dall'utilizzatore stesso. I coltelli a lama seghettata sono più costosi rispetto agli altri, ma ciò a favore di un miglior potere di taglio del coltello stesso.

## Componenti
Un coltello da cucina è genericamente costituito da una lama metallica o altro materiale come la plastica o la ceramica, e un manico che può essere di legno, plastica o altre resine ma anche essere di metallo costituendo un tutt'uno con la lama .

### Lama
La lama di un coltello da cucina tende a perdere la sua affilatura nel tempo, ma può venire ripristinata mediante un accurato processo di riaffilatura. Per molti tipi di coltello (come i coltelli da burro), l'affilatura o meno della lama non fa molta differenza. I coltelli a lama liscia possono essere riaffilati dallo stesso utente, mentre quelli a lama dentellata devono essere sottoposti ad un'affilatura professionale con strumentazione specifica.

### Manico
Il manico dei coltelli da cucina può essere modellato con un discreto numero di materiali differenti, ognuno dei quali ha pro e contro.
- Legno questi manici consentono una buona presa del coltello, e molti utilizzatori li trovano belli da vedere. Sono però più difficili da curare e, occasionalmente, vanno trattati con olio minerale. Inoltre molti manici in legno, soprattutto quelli verniciati, tendono a creparsi e deformarsi dopo una lunga esposizione all'acqua. Per questo motivo vanno lavati a mano. I manici in legno verniciato, inoltre, tendono ad ospitare un gran numero di microrganismi quando lo strato di vernice si rimuove, quindi molti utenti prevengono questo problema procedendo ad una riverniciatura del manico.
- Plastica sono più facili da mantenere rispetto ai manici in legno e non assorbono microrganismi. Comunque i manici in plastica risultano meno resistenti e diventano sempre più fragili nel tempo, con conseguente rottura. Inoltre la plastica è più leggera rispetto agli altri materiali e più rendere meno accurato l'equilibrio del coltello, rendendo il taglio meno preciso. Molti cuochi, inoltre, trovano i manici in plastica estremamente scivolosi alla mano.
- Compositi sono i manici formati da legno laminato e resina plastica. Molti chef preferiscono questi coltelli agli altri in quanto sono facili da conservare e igienici, come quelli con manico in plastica, ma allo stesso tempo hanno l'aspetto, il peso e l'aderenza di quelli di legno e sono più resistenti degli altri. Spesso hanno aspetto lucido e liscio, con una colorazione variegata.
- Acciaio inossidabile sono manici metallici e quindi sono in assoluto i più resistenti e igienici. Molti utilizzatori sostengono però che questo tipo di manico è molto scivoloso, soprattutto se bagnato. Come risposta a queste critiche, i produttori di coltelli tendono a migliorarne il grip, creando manici in acciaio con creste, rientranze e dossi che migliorano l'aderenza alla mano. Questi coltelli, essendo fatti interamente di metallo, sono naturalmente molto pesanti a scapito di un peggior equilibrio durante il taglio e una più facile stanchezza del polso di chi li utilizza. Per risolvere questo problema si creano maniglie in acciaio con cavità interna, a scopo di diminuire il peso dell'utensile.

## Nomenclatura
| A | Cuspide:   | L'estremo della lama del coltello, è la parte utilizzata per perforare                                                             |
| B | Punta:     | Il primo terzo (circa) della lama, usato per lavori delicati e di precisione. Anche conosciuta come pancia quando è ricurva.       |
| C | Lama:      | L'intera superficie tagliente del coltello, che si estende dalla punta al tallone. Può essere smussata o simmetrica.               |
| D | Tallone:   | La parte posteriore della lama, sfruttata per tagli che richiedono una maggiore forza.                                             |
| E | Dorso:     | La parte superiore della lama il cui spessore conferisce peso e robustezza.                                                        |
| F | Supporto:  | La porzione metallica che unisce il manico alla lama, conferendo peso e equilibrio al coltello.                                    |
| G | Salvadita: | La porzione del supporto che evita lo scivolamento della mano sotto la lama, durante il taglio.                                    |
| H | Risvolto:  | Il punto di unione tra la lama e il supporto.                                                                                      |
| J | Codolo:    | La porzione della lama metallica che penetra nel manico, fornendo stabilità e peso extra al coltello.                              |
| K | Scaglie:   | Le due porzioni del manico fatte del materiale prefissato (legno, plastica, composito), che sono attaccate ai due lati del codolo. |
| L | Fissaggi:  | I chiodini metallici (solitamente 3) che uniscono le scaglie con il codolo.                                                        |
| M | Grip:      | La sporgenza sotto il fondo del manico, che fornisce una miglior presa del coltello ed evita slittamenti.                          |
| N | Fondo:     | L'estremità del manico. |

## Tipologie

### Coltello da Chef
Conosciuto anche come Trinciante, Coltello del Cuoco o Coltello Francese, lo stile di questo coltello deriva da quello usato dai cuochi tedeschi. È un coltello con una curvatura specifica che consente di ottenere un taglio più preciso. La sua lama larga e pesante, inoltre, permette di triturare le ossa, senza dover servirsi della mannaia. Quindi si tratta di un coltello multiuso, che viene sfruttato per la preparazione di molti piatti. Solitamente questi coltelli hanno dimensioni comprese tra i 15 e i 30 cm, anche se la taglia più comune è quella di 20 cm.

### Sbucciatore / Spelucchino
Si tratta di un piccolo coltello con una lama piana dotata della forma ideale per sbucciare o svolgere altri lavori di precisione (come togliere i semi dal peperoncino, pelare i funghi o tagliare piccole decorazioni). Progettato per essere sfruttato in più occasioni, come un Coltello da Chef, ma su scala ridotta. Le sue dimensioni si mantengono tra i 6 e i 10 cm di lunghezza.

### Taglierino
Da non confondere con il termine "Taglierino", usato per un coltello da cancelleria.

Il Taglierino è una via di mezzo tra il Coltello da Chef e lo Sbucciatore, con una lunghezza media compresa tra i 10 e i 18 cm. Nel tempo ha perso popolarità e viene considerato un "riempitivo" dei set da coltelli. Questo declino può essere attribuito al fatto che oramai il suo posto è stato preso interamente dai Coltelli da Chef che, con la loro maggior lunghezza, sono più comodi per la preparazione di un numero maggiore di cibi. 
 Nonostante questo è anche inutilizzabile come sbucciatore a causa della sua ingombranza, rendendo i lavori minuziosi meno precisi. Inoltre questo è un coltello molto fragile.

### Coltello da pane
Questi coltelli sono caratterizzati da lama seghettata adatta a tagliare la mollica soffice senza schiacciare il pane. Il primo venne esposto alla Esposizione Universale di Chicago nel 1893, dalla Friederich Dick Company (Esslingen, Germania). La sua forma venne brevettata nell'Agosto del 1921 dallo statunitense Joseph E. Burns di Syracuse (New York).
Questo coltello era caratterizzato da scanalature e dentellature, inclinate rispetto all'asse della lama, permettendo un taglio senza bisogno di applicare eccessiva pressione sul pane, ma permettendo comunque di tagliarlo con la precisione di una sega sul legno. Le dentellature sono inclinate in entrambe le direzioni, per permettere un taglio continuo avanti-indietro. La lunghezza di questi coltelli è solitamente compresa tra i 15 e i 25 cm.

### Coltello da burro
I coltelli da burro hanno una lama poco tagliente e sono spesso utilizzati anche per spalmare. Vengono considerati posate e usati nella composizione della tavola, anche se spesso servono per la preparazione dei pasti.

## Coltelli da carne

Coltelli da carne

### Intagliatore
Si tratta di un coltello con lama larga, di lunghezza compresa tra i 20 e i 38 cm, utilizzato per tagliare sottili fettine di carne, compreso pollame, arrosti e prosciutti e altre carni cotte di grandi dimensioni. Questo coltello è molto più sottile rispetto al Coltello da Chef (specialmente nel dorso) consentendo un taglio sottile, per ottenere fettine più precise. Sono generalmente più corti e larghi dei Coltelli per Affettare.

### Affettatore
Questi coltelli hanno la stessa funzione di un Coltello da Taglio, anche se sono più lunghi e stretti. La loro lama può essere liscia o seghettata, e spesso vengono incorporati punte smussate o arrotondate chiamate "kullenschliff" (che in tedesco/svedese significa colle appuntito) per permettere la separazione dei pezzi di carne. Questi coltelli sono progettati per un taglio preciso di sottili fettine di carne, sono inoltre molto sottili proprio per assolvere al meglio tale compito. Molti cuochi li preferiscono per il taglio della carne, del pollame, del pesce o del manzo.

#### Affettatore per prosciutto
È una tipologia particolare di coltello affettatore, con una lunga lama e una punta arrotondata. Sono progettati per il taglio del prosciutto, in quanto sono sottili e flessibili.

### Mannarino / mannaia

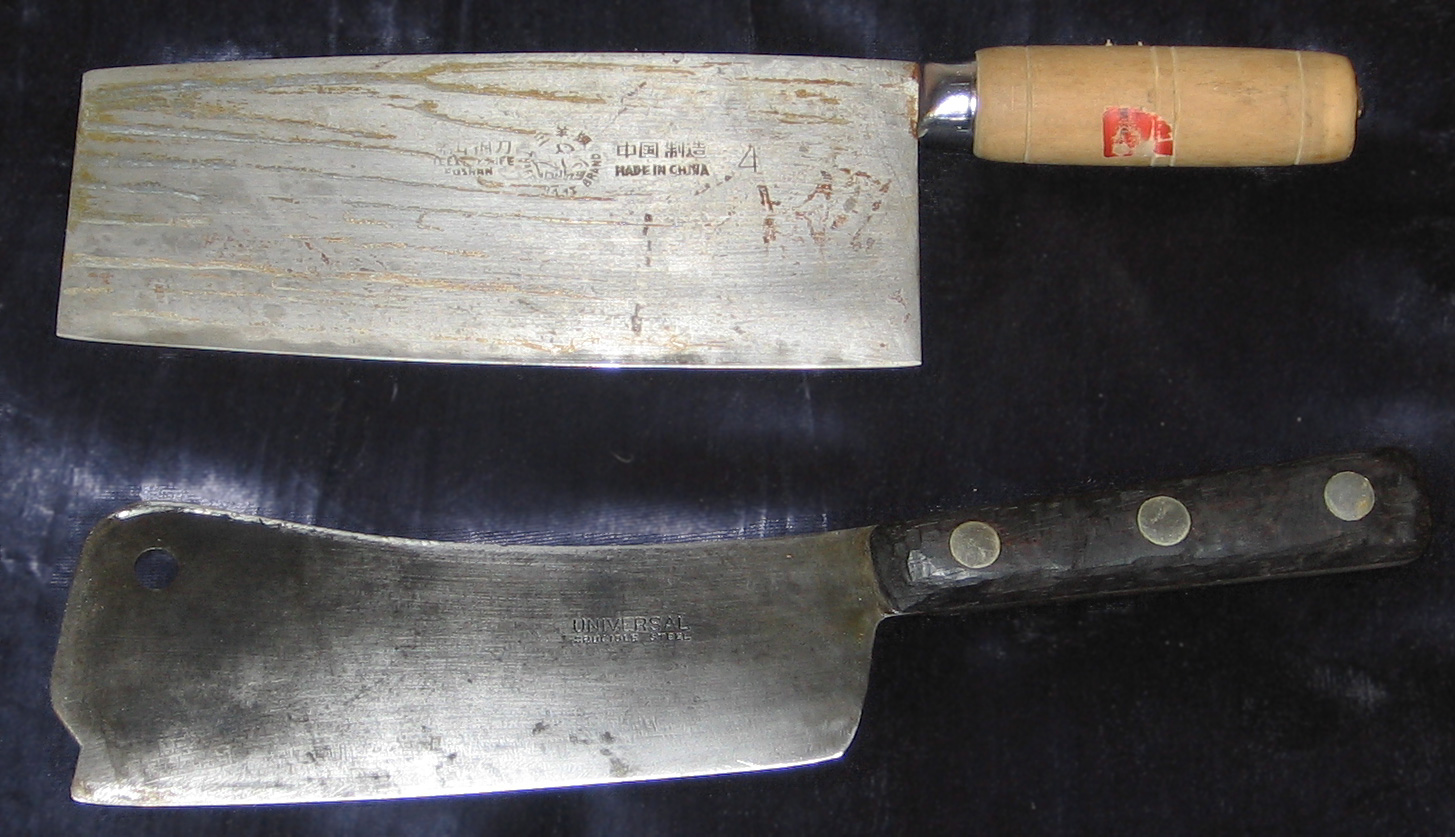
Coltello da Chef cinese (sopra) e Mannarino nordamericano (sotto)

Il Mannarino è un coltello con lama larga e rettangolare, sfruttato per fendere e spaccare carne e ossa. Il Mannarino si distingue da un coltello da cucina dalla forma particolare e dal fatto di possedere una lama pesante, spessa in tutta la sua interezza. Il bordo è tipicamente smussato in forma convessa, permettendo il taglio con colpi secchi senza intaccare né screpolare la lama. Spesso la lama presenta un buco nella parte superiore, che consente di appendere il coltello ad un gancio. Questi coltelli sono indispensabili nelle macellerie o nei ristoranti in cui la carne viene preparata autonomamente. Nei set di coltelli, si trovano Mannarini più leggeri con lama di 15 cm, ma la versione professionale di questo coltello è facilmente reperibile in commercio. Non bisogna confondere il Mannarino con il Coltello da Chef Cinese a causa della forma omologa (infatti spesso quest'ultimo è chiamato "Mannarino cinese"), in quanto assolvono a compiti totalmente diversi. Infatti, in Cina, per affettare la carne si sfruttano Mannarini a lama spessa, simili a quelli occidentali.
Il Coltello da aragoste è una versione extra del Mannarino, utilizzato soprattutto per molluschi e pollame, seppur possiede il profilo di un Coltello da Chef.

### Disossatore
Il Disossatore è utilizzato per rimuovere ossa dalla carne affettata. Si tratta di un coltello fino, con lama flessibile lunga circa 12–15 cm, permettendo di conservarlo in piccoli spazi. Un Disossatore più rigido è preferibile per carne di manzo o suina, mentre la versione più flessibile è meglio per pollame e pesce.

### Sfilettatore

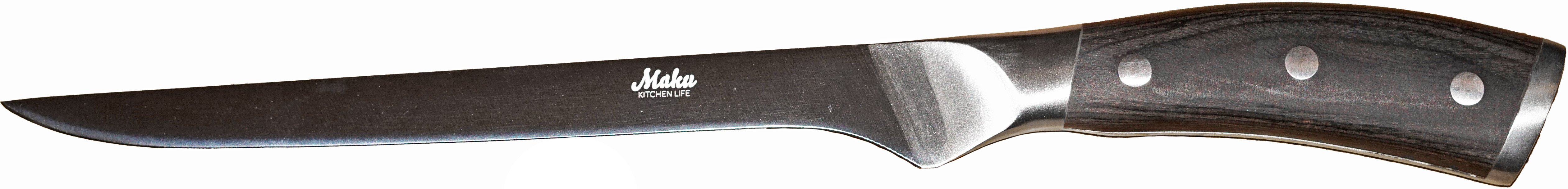
Sfilettatore

Sono coltelli disossatori molto flessibili, usati per sfilettare e preparare il pesce. La lama ha lunghezza compresa tra i 15 e i 28 cm, permettendo di muoverli facilmente attraverso la spina dorsale e sotto le squame.

## Coltelli da Formaggio
È difficile creare un coltello specifico per il taglio del formaggio, a causa delle numerose varietà. Sono quindi stati progettati vari stili di Coltelli da Formaggio ed utensili annessi.

### Formaggio molle
I coltelli progettati per tagliare formaggio molle presentano generalmente dei fori nella lama, per evitare che il formaggio si attacchi ad essa. La lama è lunga e bassa, sempre per evitare che la pasta morbida rimanga attaccata.

### Formaggio duro
I coltelli per formaggio duro hanno una lama molto affilata e garantiscono un taglio preciso. Sono spesso dotati di una forchettina nella punta, per utilizzarli anche come utensile per servire. Spesso prendono il nome di "Coltello formaggio Campana" per via della forma larga della lama.

### Tagliagrana (anche detto " Goccia")
Sono coltelli progettati per partizionare formaggi estremamente duri, come il Parmigiano. Hanno lame estremamente corte ma robuste, che vanno inserite a forza nel formaggio ed usate come leva per ottenere piccole porzioni (anche se questa procedura è considerata inadeguata dagli intenditori, in quanto i piccoli pezzi di formaggio hanno una superficie esposta all'aria maggiore, e ciò rovina il sapore e gusto del formaggio).
Questi coltelli esistono di diverse forme , piatte curve o uncinate, ognuno disegnato per un compito specifico nella rottura del grana; il più comune è quello con lama piatta a forma di goccia, da esso ne deriva il nome.

## Piccoli coltelli

### Decorativo
Sono considerati coltelli Decorativi, quelli che hanno una lama specifica per tagli ornamentali, ad esempio con modello zig-zag. Vengono utilizzati per tagli fantasiosi su alimenti d'esposizione.

### Coltello da Guarnizione
Misurano abitualmente tra i 5 e gli 8 cm di lunghezza, possiedono una lama corta e curvata, che in alcuni casi può essere affilata come quella del Disossatore. Sono i coltelli ideali per piccoli attività come decorazione e sbucciatura.

### Scanalatore
La loro lunghezza è compresa tra i 5 e i 10 cm di lunghezza, con una lama rigorosamente dritta. Anch'essi assolvono lavori di tipo ornamentale.

## Coltelli Specializzati
Alcuni coltelli sono specializzati per particolari tipi lavori (come i coltelli che servono ad aprire le ostriche, ma che non vengono utilizzati per lavorare sul mollusco interno).

### Pomodoro
È un coltello a lama seghettata, ideale per il taglio attraverso la robusta pelle e soffice polpa dei pomodori.

### Ostrica

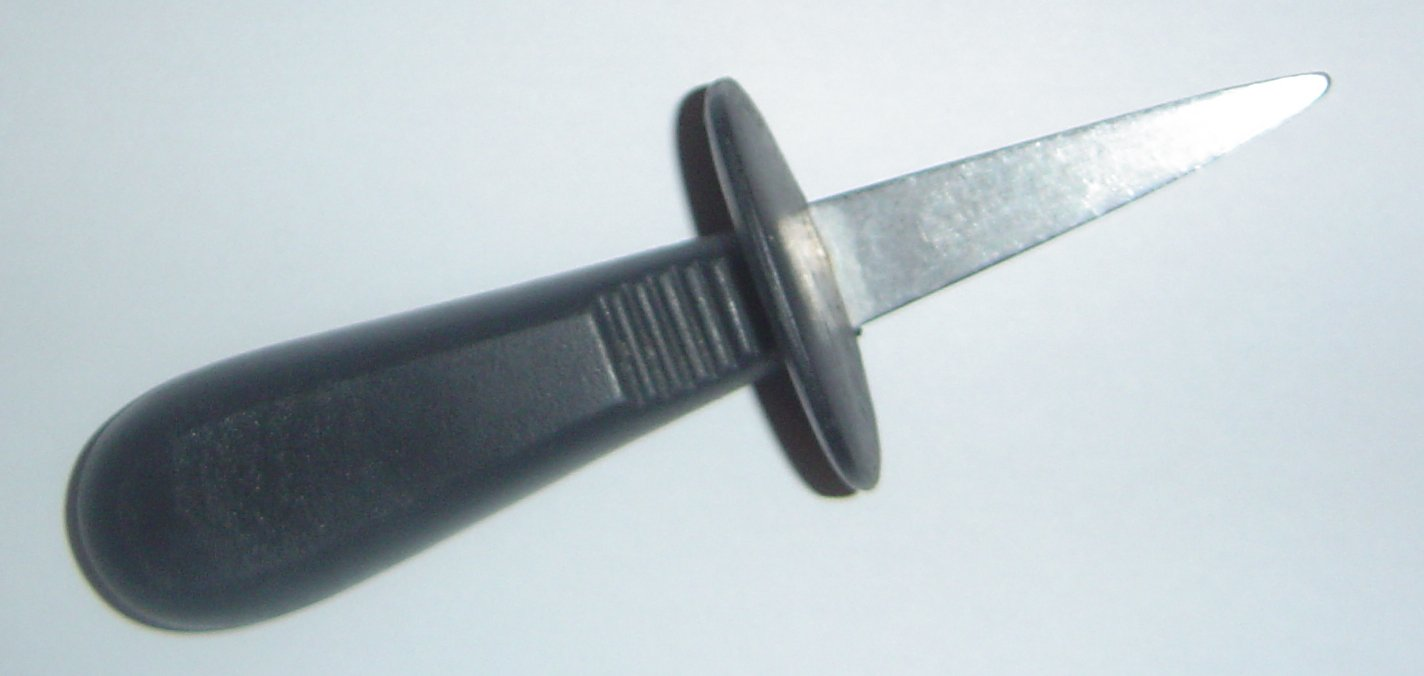
Coltello per Ostrica

Il coltello per ostrica (ma sfruttato anche per vongole e cozze) con una corta e robusta lama utilizzabile per forzare il guscio delle ostriche e separare la polpa dalla conchiglia. Alcuni modelli possiedono un manico particolare che previene lo scivolamento dell'utensile ed evita che si infili troppo in profondità nel mitile.

### Svenatore
È un piccolo coltello per rimuovere il colon dal retro dei gamberetti.

### Coltello per pompelmo
Ha una lama lunga, spessa e poco affilata che serve a separare la polpa del pompelmo dalla buccia e dalle membrane interne. Solitamente è seghettato, con una punta smussata. Alcuni coltelli possiedono una doppia lama specifica (una per la buccia e una per le membrane interne) alle estremità del manico.

### Coltello da castagne
È un coltello sfruttato per segnare con una "X" castagna prima di arrostirla, cosicché il calore non causi l'esplosione della noce. Hanno lame molto corte per tagliare solamente la buccia, senza intaccarne l'interno.

## Altri coltelli

Altri coltelli

### Mezzaluna
Chiamata in questo modo a causa della forma semicircolare fortemente circolare della lama. I due manici alle estremità permettono un taglio rapido efficace e veloce, seguendo l'andamento avanti-indietro. Questo movimento "a dondolo" è l'ideale per tritare e sminuzzare. Alcuni coltelli a Mezzaluna sono forniti con un tagliere di legno specifico che segue l'andamento della lama. Modelli più professionali hanno una seconda lama parallela, per una macinazione più rapida ed efficiente.
Esistono anche particolari coltelli a Mezzaluna che vengono utilizzati per il taglio della pizza, anche se sono più usati i coltelli a lama circolare rotante per questo scopo.

## Coltelli da cucina giapponesi

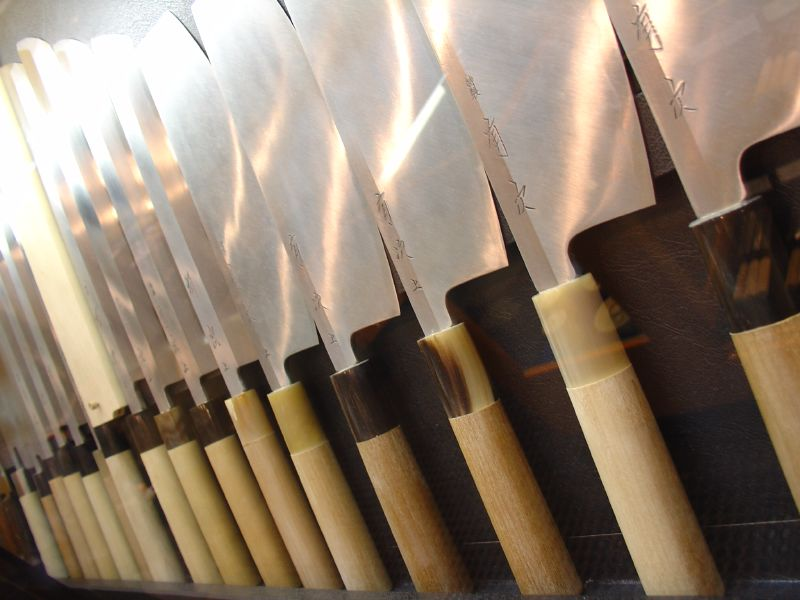
"Hōchō" è un importante elemento che determina il gusto di cucina giapponese

Esistono diversi tipi di coltelli da cucina giapponesi. I tipi più usati nella cucina giapponese sono:
- deba bōchō (mannaia da cucina)
- nakiri bōchō
- usuba bōchō (coltelli da verdura giapponesi)
- tako hiki
- yanagi ba (affettatori per sashimi)
- oroshi hocho
- unagisaki hocho
- santoku

Attualmente l'acciaio inossidabile viene generalmente usato per i coltelli. Tradizionalmente però, questi coltelli erano fatti con lo stesso acciaio al carbonio delle katana, e i coltelli più costosi hanno una qualità simile a queste, contenendo un nucleo interno di acciaio duro e friabile, ricoperto da uno spesso strato di acciaio più morbido e duttile (talvolta inossidabile), così che l'acciaio duro sia esposto solo sul filo tagliente.

## Accessori

### Tagliere
Il Tagliere è un utensile da cucina usato in abbinamento con un coltello. Praticamente è una superficie piatta in legno o plastica dove poter tagliare il cibo, evitando il danneggiamento del piano di lavoro e del coltello.

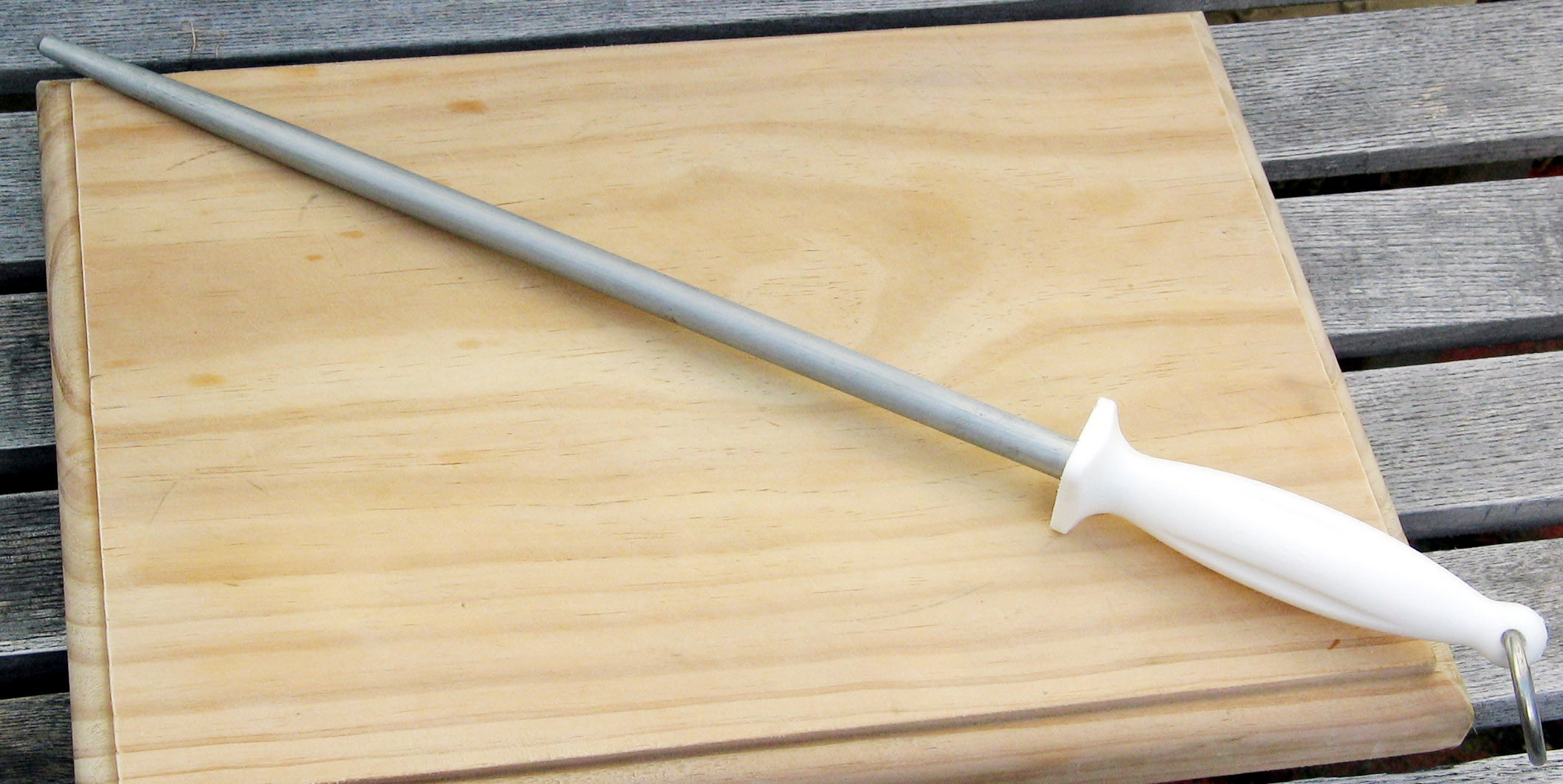
Un coltello Levigatore appoggiato su un Tagliere

### Forchettone
Si tratta di una lunga forchetta a due punte, utilizzata per tenere ferma la carne mentre viene tagliata. Solitamente viene venduta insieme ai coltelli da carne.

### Levigatore
Differentemente da quanto si può pensare, questo coltello non serve ad affilare. Questo coltello serve infatti a raddrizzare la lama, mentre l'affilatura viene fatta con altri strumenti. Praticamente si tratta di un cilindro d'acciaio o di ceramica la cui lunghezza può arrivare a 30 cm e lo spessore varia tra 6 e 12 mm. Si usa dopo i tagli per ripristinare la lama e mantenere la capacità di taglio sempre intatta.

### Forbici da Cucina
Sono forbici che possono essere utilizzate per lavori analoghi a quelli del coltello, come sminuzzare le erbette.

### Porta Coltelli
È uno strumento utile per conservare i coltelli. Si tratta di un blocco angolare di legno, acciaio o altro materiale, con intagli profondi in cui inserire le lame dei coltelli e alcuni accessori (come le forbici). La nuova generazione di questi strumenti comprende una barra magnetica per mantenere i coltelli, infatti molti Porta Coltelli tradizionali non possono venir puliti all'interno e ciò li rende poco igienici.